# 戈爾內格拉特鐵路
戈爾內格拉特鐵路（Gornergrat railway）是位於瑞士的一條高山鐵路路線，連接策馬特和戈爾內格拉特，長度9公里。這條鐵路的起點高1,604米，終點高3,089米，高低差達1,485米。鐵路開始建設於1896年，竣工於1898年，是瑞士著名的觀光路線。

## 外部連結
- Gornergratbahn official website (English version)

46°01′25″N 7°44′59″E / 46.02361°N 7.74972°E